# Triclioscelis perfecta
Triclioscelis perfecta är en tvåvingeart som beskrevs av Charles Howard Curran 1934. Triclioscelis perfecta ingår i släktet Triclioscelis och familjen rovflugor.
Artens utbredningsområde är Ecuador. Inga underarter finns listade i Catalogue of Life.